# Guiscriff
Guiscriff település Franciaországban, Morbihan megyében. Lakosainak száma 2053 fő (2022. január 1.). Guiscriff Gourin, Le Saint, Le Faouët, Lanvénégen, Querrien, Saint-Thurien, Scaër és Roudouallec községekkel határos.

## Népesség
A település népességének változása:
| Lakosok száma | 3377 | 2734 | 2529 | 2307 | 2301 | 2155 | 2088 | 2083 | 2081 | 2053 |
|               | 1968 | 1982 | 1990 | 2006 | 2013 | 2015 | 2017 | 2019 | 2020 | 2022 |